# Blumen des Schreckens
Blumen des Schreckens (Originaltitel: The Day of the Triffids) ist ein britischer Science-Fiction-Horrorfilm aus dem Jahr 1963. Regie führte Steve Sekely; die Hauptrolle spielte der spätere Dallas-Star Howard Keel. Als Vorlage diente der Science-Fiction-Roman Die Triffids von John Wyndham. Bis auf die Grundidee – die Erblindung fast aller Menschen und das Auftreten der Triffids – hat die Filmhandlung mit der des Romans allerdings kaum Gemeinsamkeiten.

## Handlung

### Kurzinhalt
Über London erscheint, wie auch in anderen Regionen der Welt, ein Meteoritenschauer. Viele Menschen bewundern das Schauspiel, doch keiner ahnt, dass es der Beginn eines Alptraums ist. Alle Menschen, die den Meteoritenschauer gesehen haben, erblinden. Das Stadtleben ist zum Stillstand geraten, und die erblindeten Menschen sind orientierungslos. Doch einige Menschen sind von der Erblindung verschont worden, weil sie, aus unterschiedlichen Gründen, den Schauer nicht gesehen haben. Als weitere Folge des Ereignisses entwickelt eine bisher unauffällige, seltene Pflanzenart die Fähigkeit, sich mit ungeheurer Geschwindigkeit zu vermehren und ins Riesenhafte zu wachsen. Außerdem ist sie nun in der Lage, sich eigenständig fortzubewegen und mittels eines Stachels Gift zu versprühen. Die als Triffids bezeichneten Pflanzen rotten sich zu immer größeren Gruppen zusammen und beginnen, Menschen anzugreifen und zu töten.
In zwei getrennten, zu keinem Zeitpunkt miteinander verbundenen Handlungssträngen erzählt der Film von den Erlebnissen zweier Gruppen. Im Zentrum der einen steht ein Seemann, der versucht, sich von London aus vor dem drohenden Zusammenbruch der Zivilisation in Sicherheit zu bringen. Sein Weg, in dessen Verlauf sich ihm fünf weitere Menschen anschließen, führt ihn über Frankreich nach Spanien. Die andere Gruppe besteht aus einem Forscherehepaar auf einer abgelegenen Insel vor der englischen Küste, das sich bemüht, ein Mittel gegen die Pflanzen zu entwickeln.

### Langinhalt
Ein weltweit zu beobachtender, ausgiebiger Meteoritenschauer hat ungeahnte Folgen: alle Menschen, die ihn gesehen haben, sind völlig erblindet. Da sich kaum jemand ein derartiges Naturschauspiel entgehen lassen wollte, sind nur wenige Menschen davon nicht betroffen. Einer von diesen ist der Seemann Bill Masen, der sich in London einer Augenoperation unterziehen musste und daher die Nacht in einem Krankenhaus mit einem Verband über den Augen verbrachte. Am nächsten Morgen taucht sein Arzt Dr. Soames auf, der ihm in knappen Worten den Stand der Dinge schildert, bevor er sich aus dem Fenster zu Tode stürzt. Ebenfalls unbeeinträchtigt sind die Meeresbiologen Tom und Karen Goodwin, die die Nacht in einem Leuchtturm auf einer Felseninsel vor der Küste mit Untersuchungen verbracht hatten. Über Radio und Funk erfahren auch sie, was passiert ist, und außerdem, dass der Meteoritenschauer noch eine weitere Auswirkung hatte: Eine neue, riesenhafte Pflanzenart breitet sich überall im Lande aus. Sie kann sich selbst entwurzeln und eigenständig fortbewegen, außerdem besitzt sie einen giftigen Stachel. Da das angekündigte Versorgungsschiff aus naheliegenden Gründen nicht eintrifft, sitzt das Paar auf der Insel fest. Dies insbesondere zum Leidwesen von Tom, der zunehmend mit seiner Situation und seiner Arbeit unzufrieden geworden und auch mehr und mehr dem Alkohol verfallen ist und daher eigentlich Leuchtturm und Insel verlassen wollte.
Masen hat mittlerweile in London das Krankenhaus verlassen. Er will mit der Eisenbahn an die Küste in die Hafenstadt fahren, in der sein Schiff vor Anker liegt. Überall in der Stadt stößt er auf Menschen, die sich blind durch die Straßen tasten. Im Bahnhof angekommen erfährt er, dass keine Züge mehr fahren. Er greift dort die zwölfjährige Waise Susan auf, die aus ihrem Internat ausgerissen ist. Da sie sich die Nacht über im Zug in einem abgeschlossenen Güterwaggon versteckt hatte, kann auch sie noch sehen. Beide setzen ihren Weg mit einem Auto fort. Auf der Fahrt machen sie erste Bekanntschaft mit einer der aggressiven Pflanzen. Auf dem Schiff erfahren beide über Funksprüche von der sich rapide verschlechternden Situation weltweit, von Schiffen, die führerlos über die Weltmeere fahren, von Flugzeugen, die noch in der Luft sind, aber bald abstürzen werden, da keiner an Bord mehr sehen kann. Da in Paris im Palais de Chaillot eine Konferenz zum Umgang mit der Situation stattfinden soll, entschließt sich Masen, daran teilzunehmen. Er und Susan machen sich mit einem Boot auf den Weg nach Frankreich, während die Hafenstadt in Flammen aufgeht, da niemand da ist, der entstandene Brände löschen kann.
Auch auf der Felseninsel sind die ersten Pflanzen aufgetaucht. Die Goodwins müssen sich eines ersten Angriffs erwehren. Tom gelingt es vermeintlich, eine der Pflanzen zu töten, wobei sich später herausstellt, dass sich diese in einem unbeobachteten Moment regenerieren und anschließend verschwinden konnte. Immerhin haben die Goodwins zuvor ein Stück der Pflanze in einem Behälter sichergestellt, und so können sie mit Untersuchungen beginnen, ob es ein Mittel gibt, die Gefahr wirkungsvoll zu bekämpfen.
In Paris angekommen gelingt es Masen und Susan nicht, das anvisierte Treffen ausfindig zu machen, weil keinerlei Radioprogramme mehr gesendet werden. Sie stoßen auf Christine Durrant und begleiten sie zu ihrer Villa. Christine hatte am Tag vor dem Ereignis einen Autounfall mit dem älteren Geschwisterpaar Coker. Allen dreien war nichts Ernsthaftes geschehen, aber sie hatten trotzdem ein starkes Beruhigungsmittel bekommen und daher die Nacht verschlafen. Mittlerweile betreuen sie in Christines Anwesen gemeinsam rund 40 erblindete Frauen. Masen und Susan schließen sich an, wobei er sich mit seinen technischen Kenntnissen im Hause nützlich machen kann, während sich Susan mit der Patientin Bettina anfreundet. Eigentlich hält Masen die Lage in Frankreich für aussichtslos. Er möchte sich nach Spanien absetzen, da er dort bessere Chancen sieht, den absehbaren Zusammenbruch der Zivilisation zu überleben. Christine hält dagegen: Sie könne doch die Hilfsbedürftigen ihres kleinen Pflegeheims nicht ihrem Schicksal überlassen.
Von Coker erfährt Masen, dass es sich bei den Pflanzen um eine Art mit Namen Triffidus Celestus, kurz Triffids, handelt. Sie war einige Jahre zuvor überraschend aufgetaucht, ohne sich aber übermäßig zu verbreiten oder sonst irgendwie aufzufallen. Man vermutete seinerzeit, dass sie von einem Meteor auf die Erde gebracht wurde. Auch in der Nähe der Villa nimmt die Zahl der Pflanzen bedrohliche Ausmaße an, doch Christine lässt sich trotzdem nicht überzeugen. Von einem tödlich verletzten Piloten erfahren Masen und Coker von einem Rettungszentrum im südfranzösischen Toulon. Es zeigt sich auch, dass sich die Pflanzen zunehmend in größeren Gruppen zusammenrotten und aggressiv gegen Menschen vorgehen. Nach einem derartigen Angriff stirbt Coker, vergiftet von einer der Pflanzen.
Die Frage des Bleibens oder Gehens entscheidet sich schneller als erwartet. Noch am gleichen Abend taucht eine Gruppe bewaffneter Häftlinge auf, die aus einem Gefängnis fliehen konnten. Sie übernehmen Christines Villa und zwingen die Frauen, an einer lauten, wüsten, alkoholreichen Feier teilzunehmen, die sie im Hause veranstalten. Mit einem Trick gelingt es Masen, Christine aus den Händen der Männer zu befreien, nachdem er zuvor schon Susan außerhalb des Anwesens in Sicherheit bringen konnte. Bettina hingegen stirbt vor den Augen der drei anderen. Unmittelbar danach überrennen die Triffids das Gebäude, zerstören es und töten die Anwesenden. Als einzige Überlebende fahren Masen und seine beiden Begleiterinnen nach Südfrankreich. In Toulon angekommen müssen sie feststellen, dass die Information des Piloten nicht mehr aktuell ist. Der Hafen steht in Flammen, ein Depot, von dem aus Hilfe zu erwarten wäre, ist nicht mehr vorhanden. Das nächste Ziel der drei ist Cádiz im Süden Spaniens, wo sich nach Kenntnis von Masen ein Stützpunkt der US-amerikanischen Streitkräfte befindet. Er baut darauf, dass dieser noch in Funktion ist.
In ihrem Leuchtturm kommen Karen und Tom mit ihren Forschungen zwar nicht zu hilfreichen Erkenntnissen, doch hat das neue Ziel Tom aus seiner Schaffenskrise befreit. Die Triffids belagern das verbarrikadierte Gebäude, lassen die beiden Menschen aber ansonsten in Ruhe.
Auf ihrem Weg nach Südspanien stoßen Masen, Christine und Susan auf Luis de la Vega und seine hochschwangere Frau Teresa. Das Paar kam in seinem Landgut bisher relativ gut zu Rande, da Teresa schon vor langen Jahren ihr Augenlicht verloren hatte und somit die für Luis neue Situation gewohnt war. Nach Angaben von Luis soll der Stützpunkt in Cadiz bereits geräumt worden sein. Da sein Radio aber seit zwei Tagen kaputt ist, kann er nicht über den aktuellen Stand berichten. Masen setzt das Gerät instand und so erfährt die Gruppe, dass noch Menschen evakuiert werden können. Das letzte Schiff solle allerdings die nahe gelegene Hafenstadt Alicante am darauf folgenden Tag verlassen. Die Gruppe beschließt, die Gelegenheit wahrzunehmen, zumal sich, wie ebenfalls im Radio berichtet wurde, auch in ihrer Region zunehmend größere Gruppen von Triffids versammeln und gegen Menschen vorgehen, die Lage also nicht mehr sicher sei. Um die letzte Nacht auf dem Gut unbeschadet zu überstehen, wird der die Anlage umgebende Maschendrahtzaun von Masen unter Strom gesetzt. Währenddessen bringt Teresa, mit Christines Unterstützung, ein Mädchen zur Welt.
In der Tat versammelt sich alsbald eine größere Menge Triffids um das Anwesen. Während der Nacht erweist sich der Stromzaun als zu schwach, aber Masen kann den Angriff der Pflanzen mittels eines zum Flammenwerfer umfunktionierten Tankwagens zurückschlagen. Am Morgen kann die Gruppe gleichwohl das Anwesen nicht verlassen, da es von den Triffids belagert wird. Durch Zufall entdeckt Masen, dass die Pflanzen auf Geräusche reagieren. Mittels eines Lastwagen mit darauf montierten Lautsprechern gelingt es ihm, die Triffids wegzulocken, während sich der Rest der Gruppe nach Alicante in Sicherheit bringen kann. Auch Masen erreicht in letzter Sekunde ein rettendes Boot.

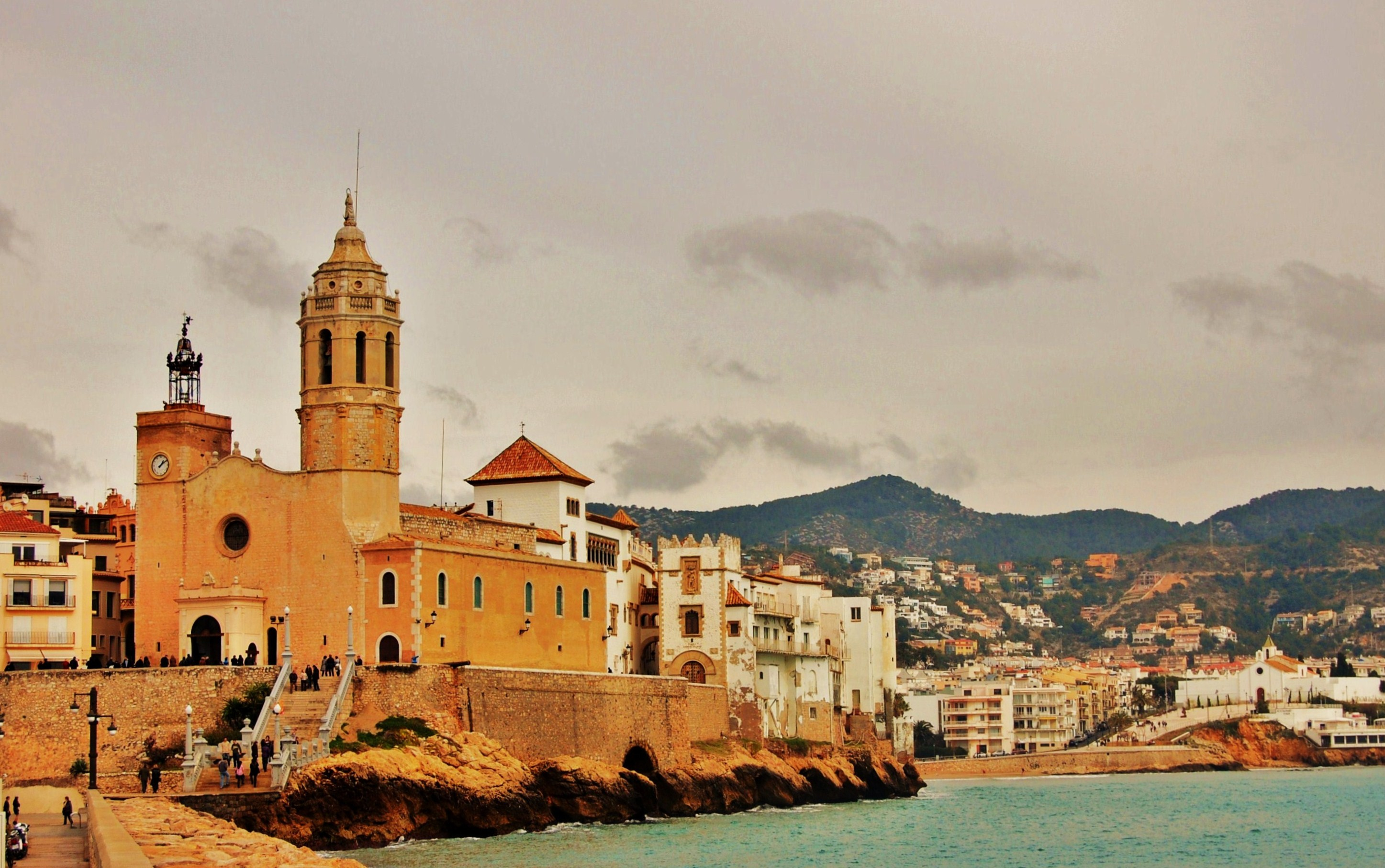
Im Schlussbild zu sehen: Kirche in Sitges

Auf der Felseninsel haben die Triffids mit der Erstürmung des Leuchtturms begonnen und die Goodwins in die oberen Bereiche abgedrängt. In höchster Not greift Tom zu einem Hochdruckwasserschlauch, der Teil der Löscheinrichtung des Turmes ist, und bespritzt die Triffids mit Meerwasser, das zur Brandbekämpfung in einem Tank gesammelt wurde. Zu seiner Überraschung lösen sich die Triffids sofort in ihre Bestandteile auf. Trotz aller mühseliger Forschungen ist es letztlich dem Zufall zu verdanken, dass doch noch ein Mittel gegen die Triffids entdeckt wurde. Die Schlusssequenz zeigt Masen, Christine und Susan, wie sie, gemeinsam mit vielen anderen Menschen, die Treppe zu einer Kirche hinaufsteigen. Eine Stimme aus dem Off zeigt sich zuversichtlich, dass mit Hilfe des Meerwassers die Triffids vernichtet werden können, die Menschheit überleben werde.

## Synchronisation
| Rolle           | Darsteller        | Synchronsprecher  |
| --------------- | ----------------- | ----------------- |
| Bill Masen      | Howard Keel       | Paul Klinger      |
| Tom Goodwin     | Kieron Moore      | Horst Niendorf    |
| Luis de la Vega | Geoffrey Matthews | Herbert Stass     |
| Dr. Soames      | Ewan Roberts      | Michael Chevalier |

## Kritiken
„Ein für seine Entstehungszeit ungewöhnlich verschwenderisch ausgestatteter Science-Fiction-Film, der jedoch an seiner törichten Handlung krankt.“

„[…]; wenig Handlung in einem Thriller der schön gruseligen Bilder. (Wertung: 2½ von 4 möglichen Sternen – überdurchschnittlich)“

## Uraufführungen
- Großbritannien: 25. April 1963
- USA: 27. April 1963
- Deutschland: 23. August 1963[4]

## DVD-Veröffentlichung
- Blumen des Schreckens. Best Buy Movie 2000

## Neuverfilmungen
The Day of the Triffids ist die erste von bisher drei Verfilmungen des Romans von John Wyndham. Eine vierte ist seit einigen Jahren in der Planung. Nachdem zunächst Sam Raimi als Regisseur vorgesehen war, wurde Anfang 2014 bekannt, dass Mike Newell diesen Part übernehmen solle.